# Léková forma

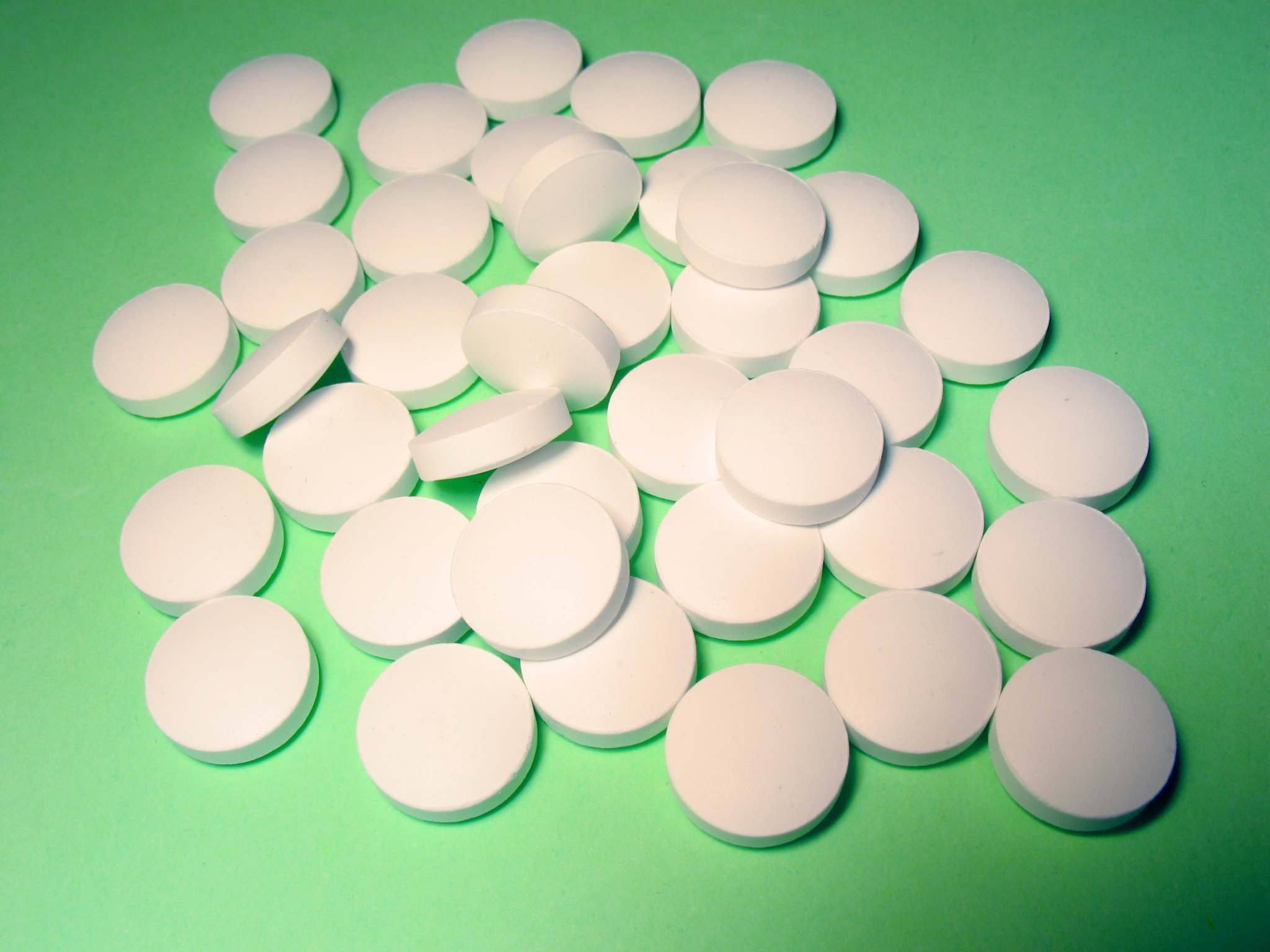
Tablety

Léková forma (DF), z angl. Dosage Form, je konkrétní podoba léčivého přípravku, tedy jeho fyzikální, chemická a tvarová charakteristika.
Rozlišujeme lékové formy tuhé (např. tablety, tobolka), tekuté (např. kloktadla, kapky, sirupy, injekce) a polotuhé (např. masti, gely). Jiné rozlišení může být podle způsobu a místa aplikace (např. perorální – užívané ústy, rektální – aplikované do konečníku, vaginální – aplikované do pochvy, topické – aplikované místně aj.).

## Lékové formy léčiv
- tbl. = tablety (perorální, vaginální, intrauterinní - nitroděložní podání)
- tbl. eff. = šumivé tablety (tableta se rozpustí ve vodě, vznikne šumivý roztok, který se následně vypije)
  - Tablety jsou léčiva citlivá na kyselé pH, proto mají ochranné povlaky (př. vosk). Povlaky mohou mít různou sílu, podle toho kde se léčivá látka v tabletě má uvolnit a rozpustit (horní nebo dolní část střev).
- cps. = kapsle, tobolky
  - Většinou želatinové tobolky podlouhlého tvaru, jež obsahuje účinnou látku ve formě prášku (sypký), granulátu nebo roztoku.
- tbl.obd. = drg. = potahované tablety, dražé
  - Potahovány pro ochranu lehce se kazících léčiv, k zakrytí špatné chuti či pachu například cukrovou vrstvou, či voskem.
  - Nepotahované tablety jsou naznačeny půlící drážkou.
- premix
  - Účinná látka na pevném nosiči, určeném k míchání do tuhých krmiv (kapky napuštěné do rohlíku...).
- empl. =  náplasti
- plv. = prášek (sypká forma)
- pst. = pasta
- gel
- ung. = mast
- crm. = krém
- foam = pěna
- pudr = zásyp
- inj. = injekce
- inj.sicc. = injekce suchá
- spot-on = přípravky na kůži
- pour-on = přípravky pro nalévání na hřbet
- šampony, spreje
- supp. = čípky
  - Vpravují se do rekta (někdy i vaginální podaní).
- aerosol
  - Rozptýlené tekuté nebo pevné částice v plynu (například ve vzduchu).
- gtt. = kapky
  - Roztok léku aplikovaný v kapkách.
- liq. = tekutina
- sol. = roztok
- susp. = suspenze
  - Rozptýlení malých nerozpustných částic léčiva v tekutině.
- emulze
  - Rozdělení velmi jemných kapiček tekuté účinné látky v jiné tekutině, například olej ve vodě.